# Torgny
Pour le prénom suédois, voir Torgny.
Torgny (en gaumais Toûrgny) est un village de Belgique, à l'extrême pointe méridionale de la Gaume. Sis sur la Chiers et en bordure de la frontière française, il fait administrativement partie de la commune de Rouvroy, dans la province de Luxembourg, en Région wallonne. C'était une commune à part entière avant la fusion des communes de 1977. Torgny fait partie de l'association regroupant les plus beaux villages de Wallonie depuis 1996.
Torgny est le village le plus méridional de Belgique.

## Géographie

### Situation
Torgny se situe à une distance de :
- 8 km de Virton ;
- 31 km d'Arlon ;
- 125 km de Liège ;
- 115 km de Namur ;
- 170 km de Bruxelles ;
- 262 km d'Ostende.

### Géologie
Torgny est située dans la vallée de la Chiers, entre la deuxième et la troisième cuesta de Lorraine : la cuesta charmouthienne au nord et la cuesta bajocienne au sud, cette dernière délimitant la frontière entre la France et la Belgique.

## Évolution démographique
- Source: INS recensements population

## Histoire
La Cour Lassus est l'endroit où l'on situe le berceau du village. Ancienne maison forte, elle aurait[réf. nécessaire] appartenu à Pierre de Bar, seigneur de Forges. En 1301, Pierre de Bar, accompagné du comte de Luxembourg, affranchit Torgny à la loi de Beaumont. En 1302, il vend le fief de la Cour Lassus et la Crouée à Jean de Luxembourg. La Cour Lassus portera désormais le nom de Cour de Bohême car le comte de Luxembourg est aussi roi de Bohême.

## Particularités
À hauteur de Torgny, la Chiers matérialise la frontière entre la Belgique et la France. Elle est considérée comme la plus ancienne frontière belgo-française, car c'est en 1659 qu'elle fut fixée par le traité des Pyrénées.
Torgny est réputée pour son microclimat exceptionnellement chaud et sec[réf. nécessaire].
Ce village possède une réserve naturelle, anciennement une carrière où les gens allaient chercher les pierres pour construire leurs maisons. En 1943, la carrière devint réserve naturelle et on lui attribua le nom de celui qui découvrit la cigale : Raymond Mayné.

## Patrimoine et culture

### Culture

#### Le vin
La culture de la vigne décrut au XIXe siècle ; en 1828, on comptait encore 28 parcelles de vignes à Torgny. Le vin produit était assimilé au vin des côtes de Meuse françaises. Il fallait le boire dans l'année. La vigne a été replantée en 1954. La production actuelle[Quand ?], qui est de plus de 6 000 bouteilles de vin sec blanc, en fait le premier et le plus connu des vignobles belges.

## Galerie de photographies

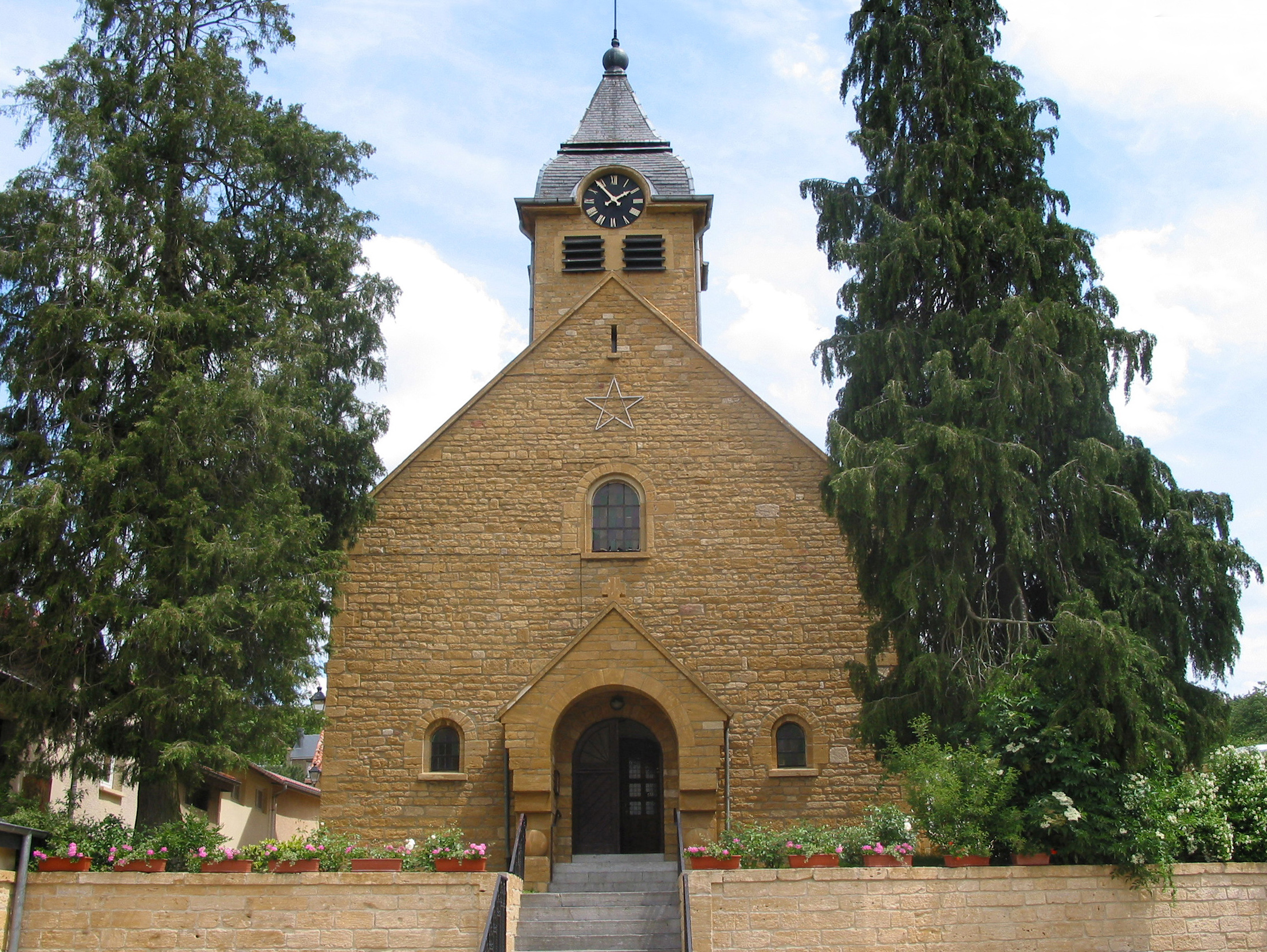
L'église Saint-Martin (1777).
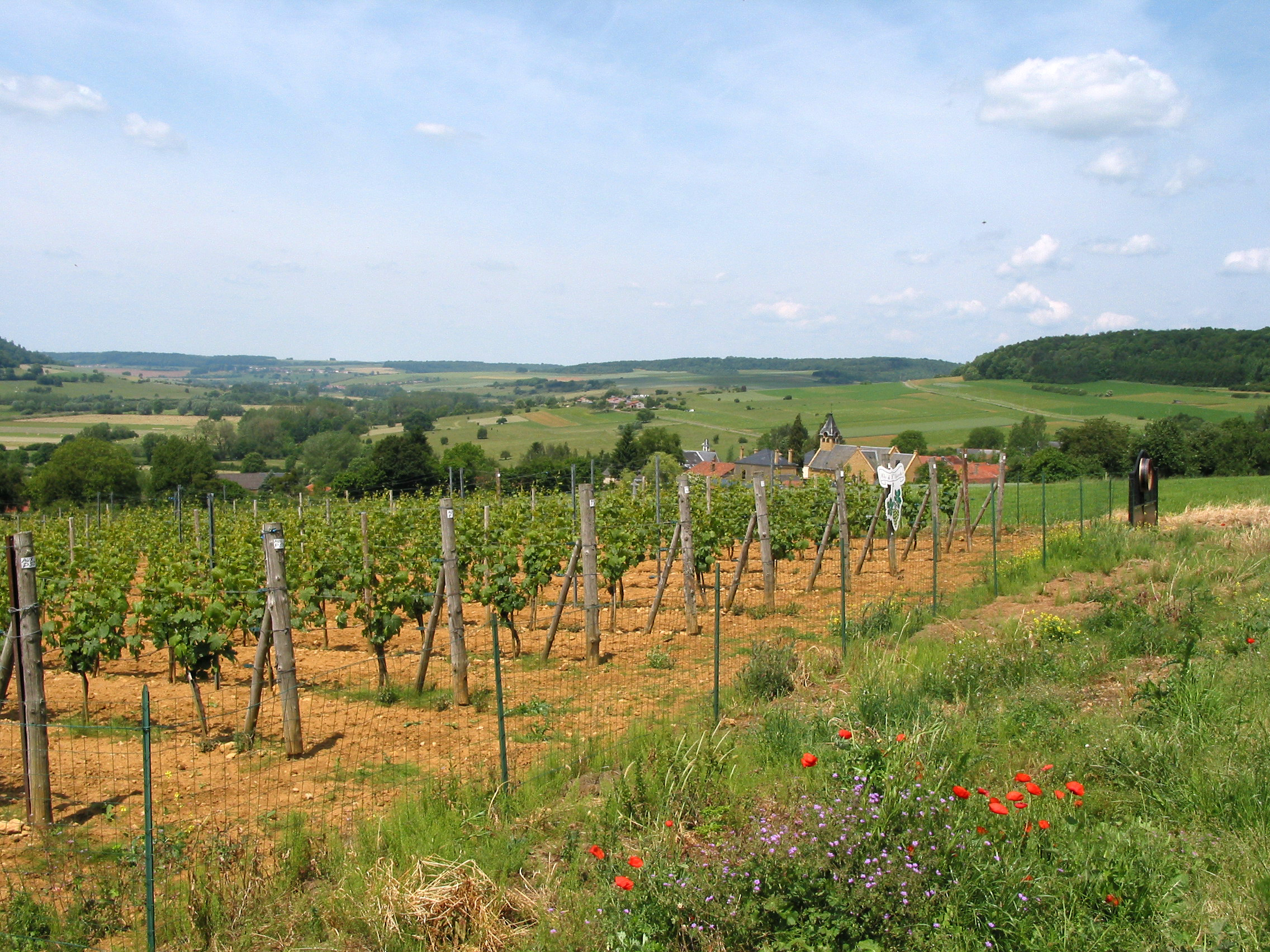
Le village et un de ses vignobles.
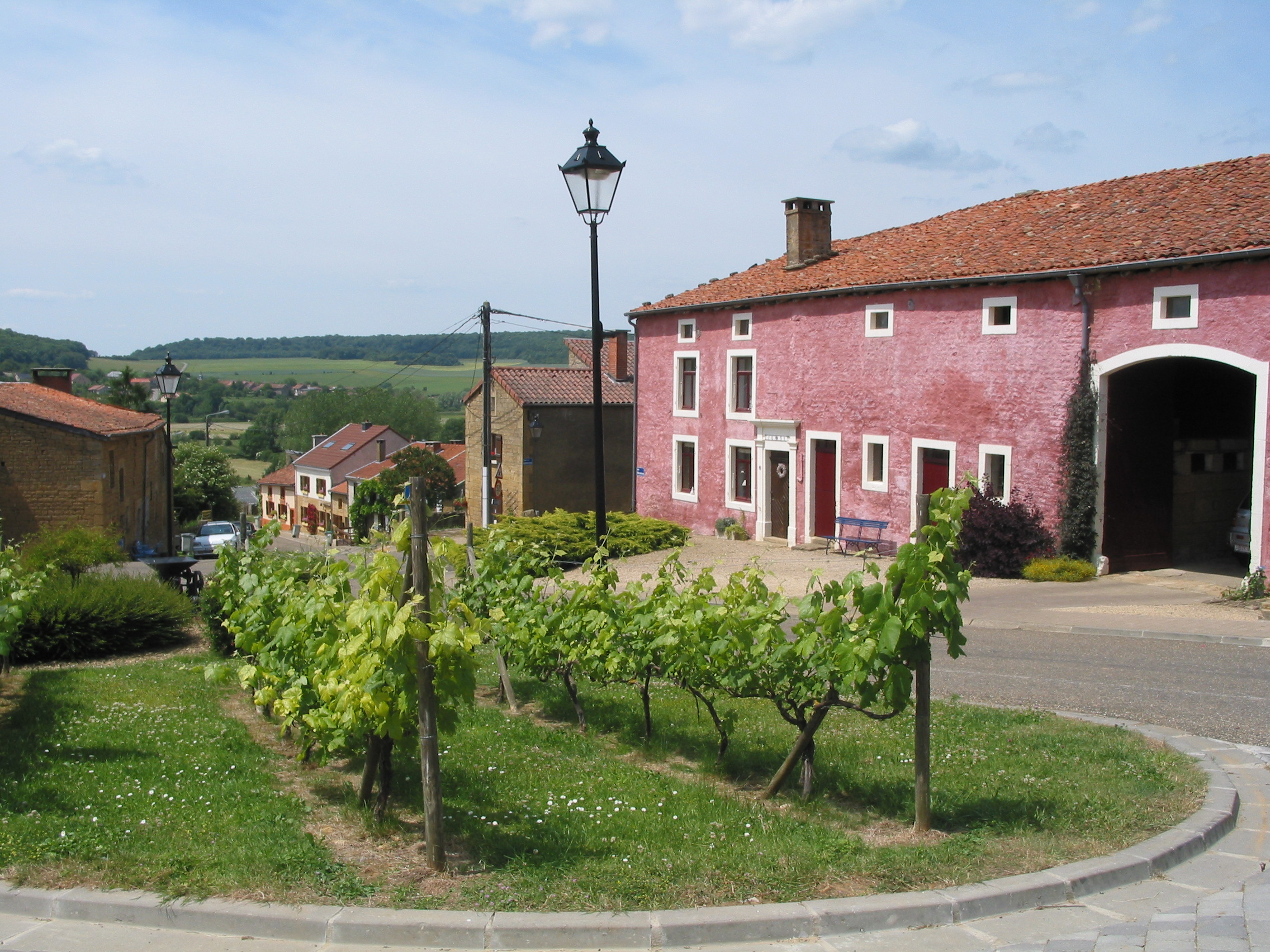
La ferme rose.
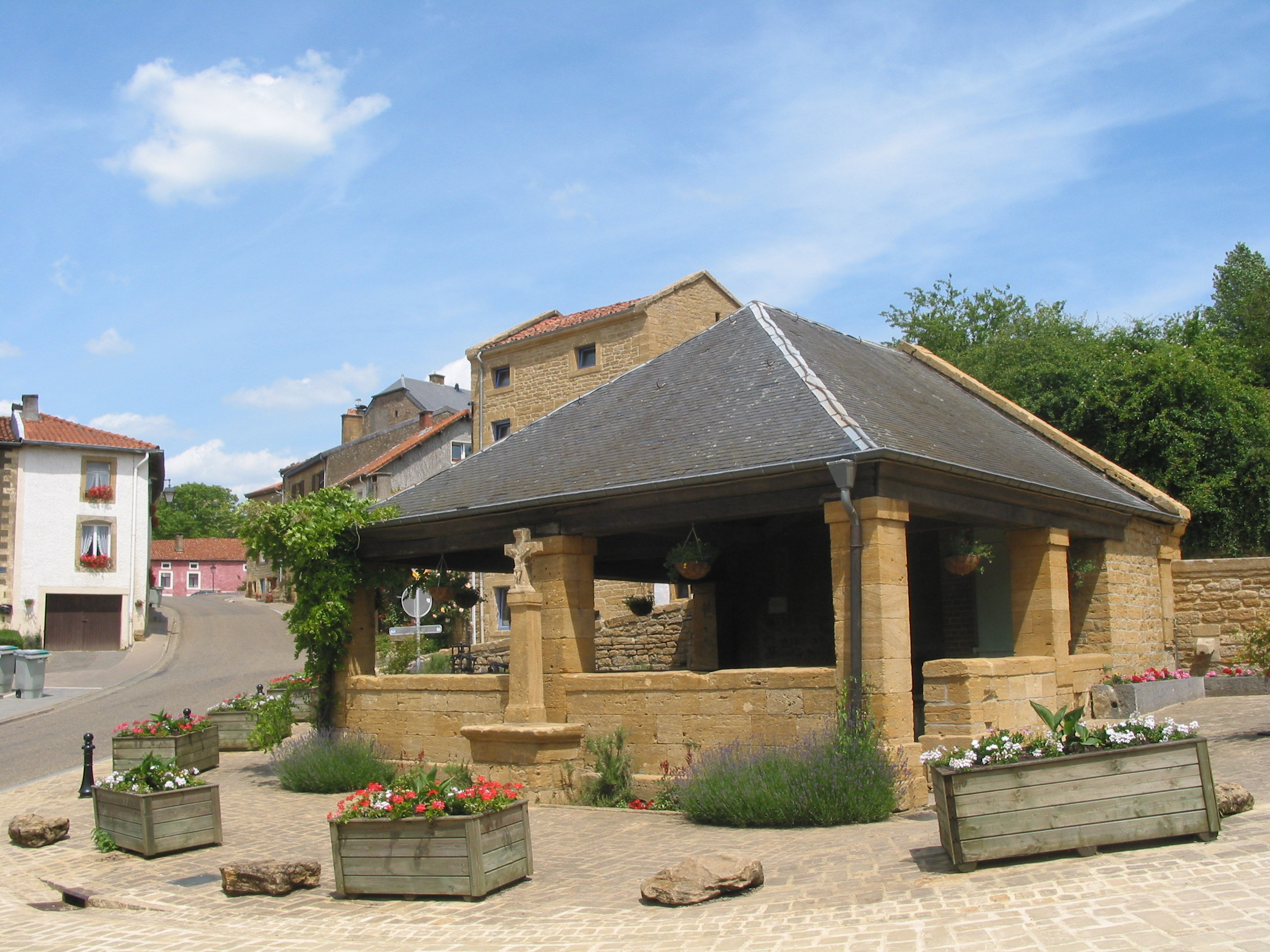
L'ancien lavoir.